# 주방옥
주방옥은 대한민국의 기업인이다.

## 현재사항
- 現 ㈜블러썸엔터테인먼트 공동대표
- 現 ㈜블러썸스토리 대표

## 학력사항
- 서강대학교 언론대학원 스포츠엔터테인먼트학과 졸업

## 이력사항
- 2002년 ZAP Entertainment 설립 
  - J-Walk 1~2집 음반제작
- 2012년 ㈜ 블러썸엔터테인먼트 설립
- 2014년 ㈜블러썸픽쳐스 설립
- 2016년 ㈜블러썸스토리 설립
- 2017년 영화 대립군 제작
- 2018년 영화 암수살인 제작

## 사이트
- 블러썸엔터테인먼트: http://blossomenter.com/
- 블러썸엔터테인먼트 인스타: https://www.instagram.com/blossom_entertainment/
- 블러썸엔터테인먼트 페이스북: https://www.facebook.com/blossoment